# Kleine Donau

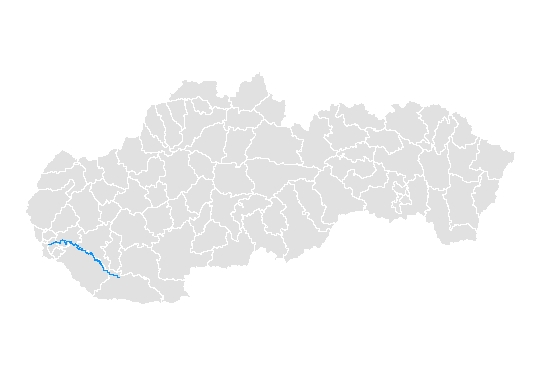
Loop van de Kleine Donau

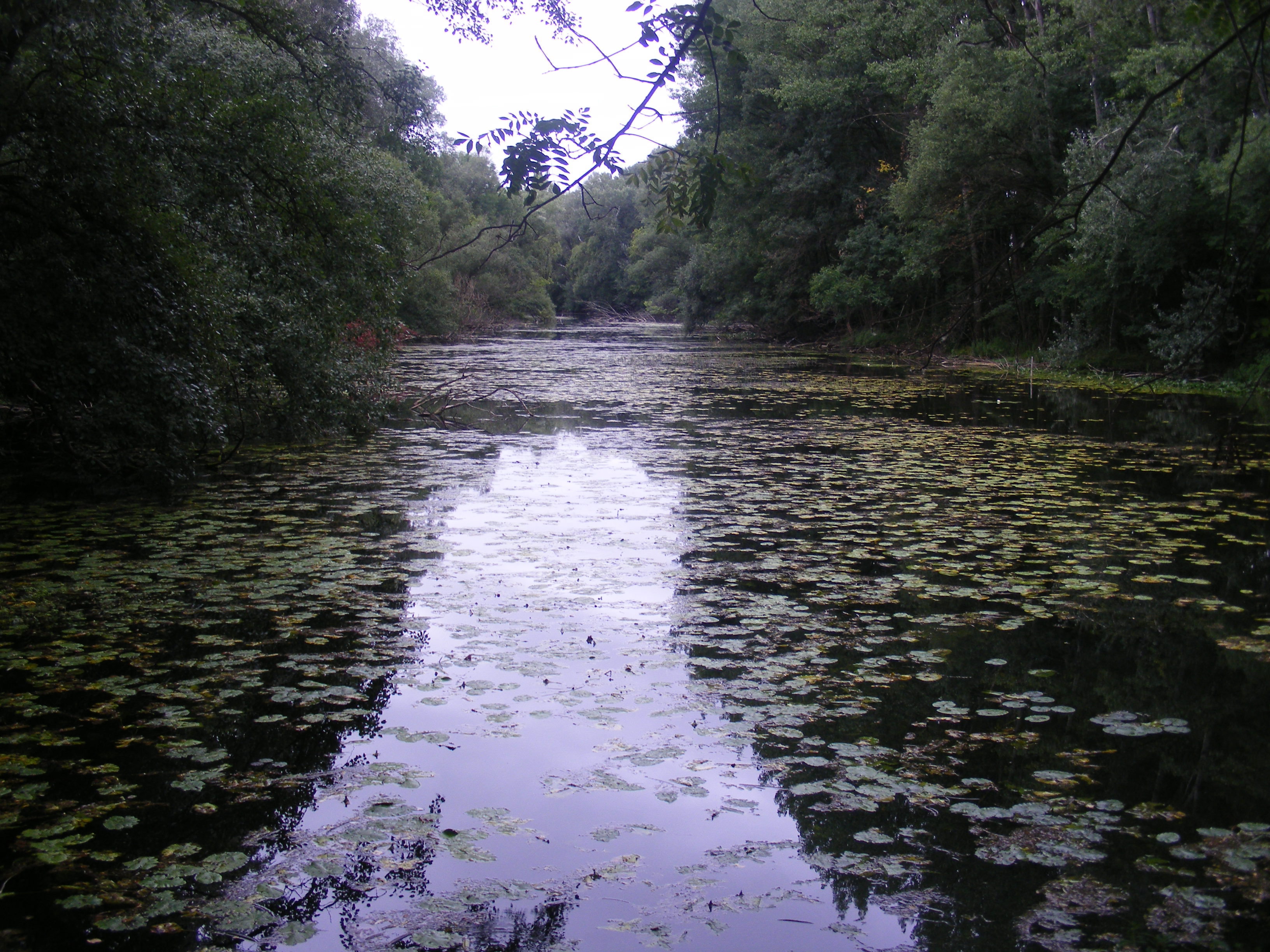
De Kleine Donau bij Dunajský Klátov

De Kleine Donau (Slowaaks Malý Dunaj, Hongaars Kis-Duna) is een zijarm van de Donau in Slowakije.
Direct voorbij Bratislava takt de Kleine Donau af van de Donau en stroomt met vele meanders ongeveer parallel noordelijk van de hoofdstroom. Na een lengte van  ca. 128 km mondt ze bij Kolárovo uit in de rivier de Váh. Het deel van de Váh tussen Kolárovo en de monding in de Donau wordt soms ook de Váh-Donau (Slowaaks: Vážsky Dunaj, Hongaars: Vág-Duna, Duits: Waag-Donau) genoemd. Het rivierensysteem omsluit het grootste binneneiland van Europa, Žitný ostrov (Hongaars: Csallóköz).
Tot in de middeleeuwen was de Kleine Donau voor de scheepvaart de voornaamste Donauarm.